# Walid Hamidi
Walid Hamidi (Orano, 16 ottobre 1996) è un calciatore algerino, attaccante del Ballkani.

## Carriera
Ha giocato nella prima divisione algerina. Il 1º luglio 2021 viene acquistato a titolo definitivo dalla squadra macedone dello Shkupi, con cui nella stagione 2021-2022 vince il campionato macedone.
Nella stagione 2023-2024 ha segnato un gol nella fase a gironi della Conference League.

## Palmarès

### Club

#### Competizioni nazionali
- Campionato macedone: 1

Shkupi: 2021-2022
- Campionato kosovaro: 1

Ballkani: 2023-2024
- Coppa del Kosovo: 1

Ballkani: 2023-2024
- Supercoppa del Kosovo: 1

Ballkani: 2023